# Lilian Watson
Lilian Mary Watson, angleška tenisačica, * 17. september 1857, Harrow, Anglija, † 27. maj 1918, Berkswell, Anglija.
Leta 1884 se je uvrstila v finale prvega turnirja za Prvenstvo Anglije, kjer jo je premagala sestra Maud v treh nizih.

## Finali Grand Slamov

### Posamično (1)

#### Porazi (1)
| Leto | Turnir            | Nasprotnica v finalu | Rezultat finala |
| 1884 | Prvenstvo Anglije | Maud Watson          | 8–6, 3–6, 3–6   |